# 赫利俄斯山
77°26′52″S 162°19′37″E / 77.44778°S 162.32694°E
赫利俄斯山（Mount Helios），是南極洲的山峰，位於維多利亞地，處於忒修斯山東北面1.5公里，屬於奧林匹斯山脈的一部分，海拔高度1,650米，以希臘神話的太陽神赫利奧斯命名，現時由南極條約體系管理。

## 外部連結
- . . United States Geological Survey.   [2012-06-09].